# Telkomsel

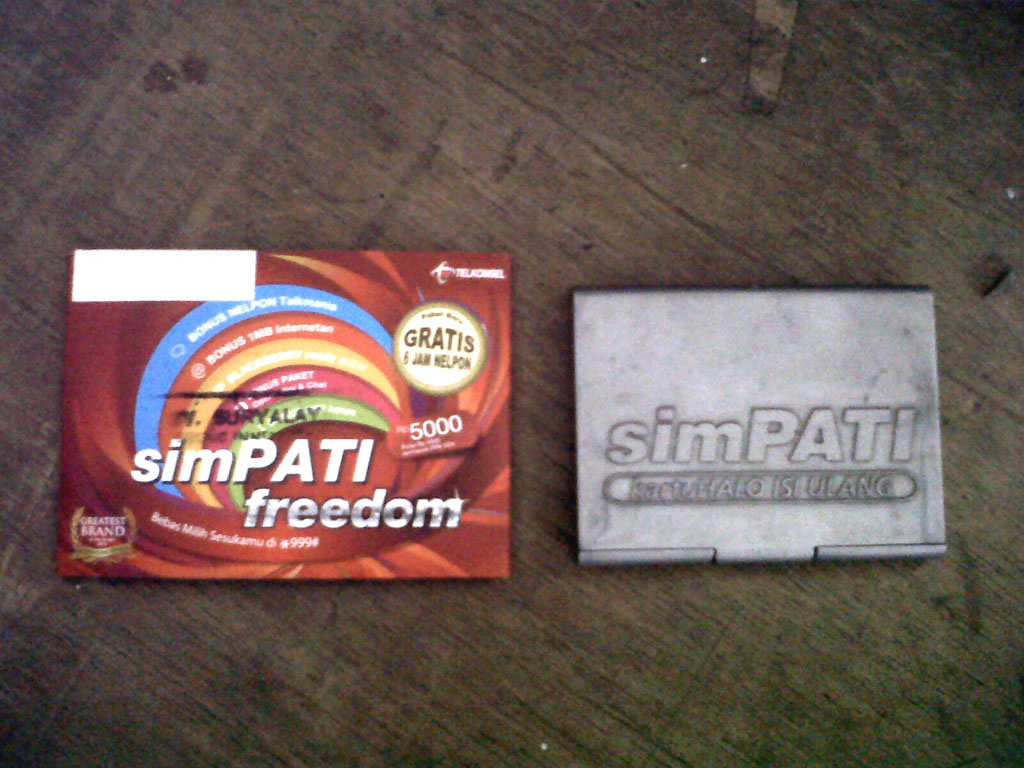
Simpati card

Telkomsel ist ein indonesisches Telekommunikationsunternehmen und betreibt dort ein GSM-Netz. 

## Geschichte
Die 1995 gegründete Gesellschaft hat ihren Sitz in Jakarta. Mit etwa 32 Millionen Kunden und über 50 % Marktanteil ist Telkomsel Marktführer. Das Telefonnetz erreicht 90 % der Indonesischen Bevölkerung und deckt alle Provinzen auf Sumatra, Java, Sulawesi und Bali ab. An der Gesellschaft sind Telkom Indonesia mit 65 % und Singapore Telecommunications (SingTel) mit 35 % beteiligt.